# سید علی موسوی‌نسب
سید علی موسوی‌نسب یا سید محمدعلی عوض‌زاده (زادهٔ ۱۳۳۳ در زیارت) نمایندهٔ حوزهٔ انتخابیهٔ شیروان در دورهٔ پنجم مجلس شورای اسلامی بوده‌است. وی در دوره‌های سوم و دوم با نام خانوادگی عوض‌زاده در مجلس حضور داشته است.